# Historicita evangelií
Zkoumání historicity evangelií znamená, že se nezaobíráme jejich teologickým významem, ale zkoumáme jejich důvěryhodnost jako historických dokumentů. 

## Problematika historicity evangelií
Jakožto historické dokumenty zachycují evangelia život a působení Ježíše Krista. Přímo na jejich vyprávění navazuje další historická kniha Nového zákona – Skutky apoštolů. Tuto podle tradice napsal evangelista Lukáš jako pokračování svého evangelia.
Při porovnání textu kanonických evangelií zjišťujeme, že první tři (tzv. synoptická), se více přibližují našemu způsobu podávaní historie. I když i Evangelium podle Jana si výslovně klade za cíl přesně podat Ježíšovy skutky, jeho forma je osobnější a meditativnější.
Evangelia podávají Ježíše Krista jako historickou postavu a všechny jeho skutky jako reálné události, které se skutečně staly. Protože mnohé z nich nemají v historii obdobu (například narození z panny, zmrtvýchvstání a jiné), je důležité co zkoumat spolehlivost a důvěryhodnost evangelií v případě zpráv, které historickou obdobu mají. Je to potřeba i proto, že Nový zákon se v porovnání s jinými starověkými dokumenty zachoval v obrovském počtu rukopisů z různých období. Tyto rukopisy nejsou doslovně stejné. Při opisování Bible písaři dělali různé chyby. Vědci se proto snaží porovnáváním typů chyb a věku dokumentů dopracovat k původnímu textu. Velký počet zachovaných kopií je ovšem zároveň i výhodou, neboť různí písaři dělali chyby na různých místech, a proto je snazší rekonstruovat původní text.
Historici používají při zkoumání a posuzování evangelií stejné metody jako při zkoumání jiných historických dokumentů. Jednou z prvních metod je analýza textu (textová kritika). Zkoumá především formu a kontext dokumentu a snaží se z něho co nejvíc zjistit — kdo je jeho autorem, kdy byl dokument napsán, jaké zdroje autor používal a podobně. Dále jsou prověřovány různé historické a geografické  detaily v textech a srovnávány s reáliemi dané oblasti a doby — v tomto případě Římské říše 1. století — nakolik jsou nám tyto reálie známy z jiných pramemů. Cenné poznatky můžeme získat i porovnáním, co o daných událostech zapsali křesťané, a co historici nekřesťanští (hlavně římští a židovští). 
Evangelia byla tímto způsobem podrobně zkoumána přibližně od 17. století a většina biblistů je dnes považuje za velmi spolehlivé historické dokumenty.

## Kritika evangelií jako historických dokumentů

### Kritika kvůli neobvyklému obsahu
S moderní kritikou Evangelií jako historických dokumentů se setkáváme od 17. století, ve větším rozsahu pak od doby osvícenství. Rychlý rozvoj přírodních věd a objevování přírodních zákonů vedly k chápání pozemského světa jako složitého, ale přísně zákonitě fungujícího stroje, v němž nebylo místa pro biblické zázraky. Teolog Rudolf Bultmann shrnuje tento pohled: „Moderní člověk uznává jako skutečnost jen takové jevy nebo události, které jsou pochopitelné v rámci racionálního pořádku světa. Neuznává zázraky, protože ty se do tohoto pořádku přírodních zákonů nehodí.“ Na základě tohoto postoje se od 18. století čím dál šířeji setkáváme ve vědeckých kruzích s přesvědčením, že evangelia nemohou popisovat skutečnost, respektive že skutečné příběhy, na jejichž základě evangelia vznikla, byly mnohem obyčejnější, ale víra Ježíšových vyznavačů je až v průběhu času doplnila zprávami o divech a zázracích.

### Kritéria věrohodnosti
Pro posouzení pravdivosti zpráv o určité události je nutno vědět, zda a nakolik zpráva pochází od očitých a nezaujatých svědků a zda a nakolik se zachovala v nezměněné formě. Věrohodnost zprávy je vyšší, pokud zpráva neobsahuje neshody s objektivně zjistitelnými geografickými nebo historickými skutečnostmi.
Evangelia obsahují popisy dosti neobvyklých skutečností (například zázraků), což je důvodem k opatrnosti při jejich přijímání za historické dokumenty. Míra této opatrnosti byla u různých vědců různá. Škála pohledů se pohybovala od přesvědčení o naprosté historické věrohodnosti po naprostou nespolehlivost. Pro objektivnější posuzování evangelií jakožto historických pramenů bylo biblisty postupně vytyčeno několik kritérií, například:
Kritérium pohoršení — pokud textu popisuje události nebo skutečnosti, které mohou autora nebo jeho zvěst postavit do špatného světla, tak je pravděpodobné, že tato událost se skutečně odehrála, resp. že tato skutečnost není tendenčním pohledem autora. Příkladem takového popisu je Petrovo zapření anebo tvrzení, že první viděly vzkříšeného Krista ženy, které byly v té době všeobecně považovány za nespolehlivé svědky.
Kritérium kulturní a historické shody — dokument je považován za méně spolehlivý, jestliže odporuje známým historickým faktům, a naopak jeho důvěryhodnost výrazně stoupá, pokud uvádí přesné a specifické informace. Příkladem může být velice přesné znění titulů tehdejších panovníků v Lukášově evangeliu („Patnáctého roku vlády císaře Tiberia, když byl Pontský Pilát vladařem v Judsku a Herodes byl tetrarchou Galileje, jeho bratr Filip tetrarchou Itureje a Trachonitské země a Lyzaniáš tetrarchou Abilény, za nejvyššího kněze Annáše a Kaifáše...“, NBK Luk 3:1). Zvláštním případem tohoto kritéria je kritérium arameismu — vzhledem k tomu, že hlavním obcovacím jazykem v tehdejší Palestině byla aramejština, jsou výroky, které vypadají jako doslovný překlad z aramejštiny, pravděpodobně původní.
Kritérium vícenásobného potvrzení — jestliže o téže události shodně informuje více nezávislých zdrojů, pak je pravděpodobné, že podávají pravdivý obraz skutečnosti. Tak mohou být například různé události v Evangeliích potvrzeny zmínkami v listech apoštola Pavla, spisech prvotní církve a v textech nekřesťanských historiků.

### Textová kritika
Nový zákon se v porovnání s jinými starověkými texty zachoval v obrovském počtu exemplářů z různých období. Je známo více než 5 000 originálních řeckých rukopisů, 10 000 latinských rukopisných překladů a 9 300 rukopisných překladů v jiných jazycích (syrštině, staroslověnštině, etiopštině, arménštině). I kdyby se ztratily původní řecké rukopisy, mohli bychom sestavit celý text Nového zákona ze zmíněných překladů. I kdyby neexistovaly překlady, je možné rekonstruovat celý Nový zákon z citátů v dokumentech prvotní církve a z komentářů. Žádné jiné starověké literární dílo není tak dobře doloženo jako Nový zákon.
Jednotlivé rukopisy však nejsou doslovně stejné. Při opisování písaři jednak dělali různé chyby, jednak občas přidávali do textu tzv. interpolace („vsuvky“), kterými se snažili přepisovaný text doplnit, zpřesnit či vysvětlit. Snahou textové kritiky je odhalit písařské chyby i interpolace a dopracovat se k původnímu textu. Velký počet zachovaných rukopisů Nového zákona či jeho částí je při tom obrovskou výhodou. 
Velká většina rozdílů mezi jednotlivými manuskripty jsou pravděpodobně jen chyby písařů při opisování textu. Tyto jsou dnes velmi dobře prozkoumány. Nejčastější typy chyb mají i své názvy. Například dittografie znamená, že jedno písmeno (nebo skupina písmen) bylo omylem napsáno dvakrát po sobě, což může v některých případech změnit význam. Homoioteleuton zase může nastat, když se blízko sebe v textu nachází stejná slova — písař při novém pohledu na text omylem pokračuje v opisování až od druhého slova a tak část textu mezi nimi vynechá. Při diktování rovněž docházelo k záměnám za podobně znějící slova. Porovnáváním jednotlivých textů a jejich smyslu se dají tyto písařské chyby s poměrně velkou jistotou odhalit a z textu eliminovat. 
Na některých místech může text působit neúplně nebo nelogicky; může to být způsobeno vynechávkou při samotném vzniku textu, ale také naší nedostatečnou znalostí kontextu. Při kritickém zpracování textu se v takových případech někdy užívá konjektur („domýšlení“). Postoj textových kritiků ke konjekturám je rozličný, od běžného užívání po naprosté odmítání. Jejich hlavním problémem je nedoloženost v pramenech a nemožnost odlišení chyby od stručného a nám dnes nedostatečně srozumitelného vyjádření.
Teprve výsledný kriticky zpracovaný originální text evangelií může být vhodným zdrojem pro překlady do dalších jazyků. Protože kritická recepce novozákonního textu se vyvíjí, překlady zastarávají. Například Bible kralická, Lutherova Bible nebo Bible krále Jakuba byly založeny z velké části na Textu receptu, na počátku novověku vzniklé první kritické redakce novozákonních textů, která čerpala hlavně z používaných textů byzantských. Objevy starších rukopisů v následujících staletích ukázaly, že tyto pozdní byzantské texty obsahují řadu interpolací a drobných změn, vzniklých v průběhu několika staletí. Moderní překlady vycházejí nejen z nejnovějšího stavu textové kritiky, nýbrž zpravidla uvádějí v poznámkovém aparátu též jiné dochované varianty textových míst i vysvětlení historického a společenského kontextu.
Evangelia očištěná textovou kritikou od chyb a pozdějších interpolací stále podávají Ježíše, který si dělá nároky na Boží synovství, činí zázraky, odpouští hříchy a přijímá uctívaní; tyto ústřední části křesťanské zvěsti jsou spolehlivě doloženy už v nejstarších textech. Až na dva pozdější (ale stále velmi rané) dodatky — závěrečné verše Markova evangelia a příběh o ženě cizoložnici v Evangeliu podle Jana — se všechny novozákonní příběhy považují za původní a věrně zachované. 

### Datování vzniku evangelií
Pokud se zpráva o historické události předává jen ústně, postupně se komolí a ztrácí na věrohodnosti. Je proto důležité zjistit, jak dlouho po události byl zhotoven písemný záznam. Nejstarší dochované rukopisy evangelií pocházejí ze 2. století, přičemž se předpokládá, že prvotní sepsání se odehrálo ještě o několik desítek let dříve. Tabulka uvádí pro jednotlivá evangelia nejstarší dochované rukopisy a dobu jejich vzniku:
| kniha  | nejstarší rukopis | datování rukopis | datování vzniku textu |
| ------ | ----------------- | ---------------- | --------------------- |
| Matouš | P64, P67, P104    | cca 150–200      | cca 60–85             |
| Marek  | P45               | cca 250          | cca 60–70             |
| Lukáš  | P4, P75           | cca 175–250      | cca 60–90             |
| Jan    | P52               | cca 125–160      | cca 80–95             |

Rozdíl mezi předpokládanou dobou vzniku evangelií a datací nejstarších dochovaných rukopisů tedy činí v případě evangelií jen několik desítek let. U jiných antických děl je rozdíl mezi předpokládanou dobou sepsání a nejstarším dochovaným rukopisem řádově větší — spisy Caesarovy, Hérodotovy, Thúkýdidovy nebo Liviovy máme dochovány až z doby vzdálené přibližně osm století od doby jejich sepsání.

## Srovnání s jinými prameny

### Dokumenty prvotní církve
Dokumenty prvotní církve, které zmiňují události popsané v evangeliích, jsou na jednu stranu zpochybnitelné jako tendenční zprávy těch, kdo evangeliím věřili, na druhou stranu ovšem už od nejstarší doby, v níž žila ještě řada očitých svědků, se samozřejmostí hovoří o těchto událostech jako o událostech historicky skutečných a doložených. 
Mezi texty takto potvrzující historický obsah evangelií patří jednak apoštolské listy zahrnuté do kánonu Nového zákona, jednak spisy apoštolských otců, jednak apokryfní novozákonní spisy. 
Z novozákonních apoštolských listů jsou za nejjistěji věrohodné a původní považovány List Římanům, 1. list Korintským a List Galatským, připisované apoštolu Pavlovi. Pavel hovoří o stěžejních událostech ze života Ježíšova včetně jeho zmrtvýchvstání jako o událostech svědecky doložených a historicky skutečných, a tuto historickou skutečnost dokonce prohlašuje za základ křesťanské víry:
| „                                  | A jestliže Kristus nebyl vzkříšen, pak je naše zvěst klamná, a klamná je i vaše víra, a my jsme odhaleni jako lživí svědkové o Bohu: dosvědčili jsme, že Bůh vzkřísil Krista, ale on jej nevzkřísil, není-li vzkříšení z mrtvých. Neboť není-li vzkříšení z mrtvých, nebyl vzkříšen ani Kristus. Nebyl-li však Kristus vzkříšen, je vaše víra marná, ještě jste ve svých hříších, a jsou ztraceni i ti, kteří zesnuli v Kristu. Máme-li naději v Kristu jen pro tento život, jsme nejubožejší ze všech lidí! Avšak Kristus byl vzkříšen jako první z těch, kdo zesnuli. | “ |
| — 1. list Korintským 15,14–20, ČEP | |   |

Pavlovy listy obsahují i nejstarší kréda — stručná shrnutí, čemu vlastně křesťané věří — uváděná vždy s odkazy na živá svědectví těch, kdo byli událostem sami přítomni:
| „                                | Odevzdal jsem vám především, co jsem sám přijal, že Kristus zemřel za naše hříchy podle Písem a byl pohřben; byl vzkříšen třetího dne podle Písem... | “ |
| — 1. list Korintským 15,3–4, ČEP | |   |

### Nekřesťanské historické zdroje
Významným pramenem pro poznání Ježíšovy doby jsou spisy římsko-židovského historika Josefa Flavia. V jeho Židovských starožitnostech najdeme dvě pasáže, které se týkají Ježíše Krista:
| „                               | V té době žil Ježíš, moudrý muž, lze-li jej nazývat mužem. Vykonával totiž podivuhodné skutky, byl učitelem lidí, kteří radostně přijímali pravdu, a získal na svou stranu mnoho Židů i mnohé z pohanů. On byl Kristus. A ačkoli na udání našich předních mužů jej Pilát odsoudil k ukřižování, ti, kteří si jej dříve zamilovali, od toho neupustili. Opět živý se jim totiž ukázal třetího dne, když božští proroci o něm toto i mnoho jiných věcí předpověděli. A ani dnes ještě nezmizelo pokolení křesťanů, kteří se tak po něm nazvali. | “ |
| — Židovské starožitnosti 18,3,3 | |   |

| „                               | Protože Ananos měl takovou povahu, usoudil, že je vhodná chvíle, když Festus byl mrtvý a Albinus byl ještě na cestě, a svolal zasedání soudců, přivedl před ně Jakuba, bratra Ježíše, zvaného Kristus, a některé jiné. Obvinil je z porušování zákonů a předal je k ukamenování. | “ |
| — Židovské starožitnosti 20,9,1 | |   |

První citovaný text byl už po staletí předmětem sporů, protože má charakter křesťanského svědectví, jež nesouladí s jinde vyjádřenými Flaviovými postoji. Většina dnešních historiků text považuje buď zcela za pozdější dodatek doplněný křesťanským písařem při opisování knihy, nebo za křesťanským písařem upravenou a rozšířenou poznámku, která měla původně spíše sarkastický charakter. Druhý citovaný text považuje většina historiků za autentický.
Další zmínku o Kristu najdeme v listu římského tribuna v Sýrii Plinia mladšího císaři Traianovi. Plinius popisuje císaři situaci v provincii, kde se velmi rozmnožili přívrženci Kristovi, kteří odmítají uctívat císaře.
Za velmi spolehlivého historika považovaný Tacitus ve svých Letopisech píše: 
| „                | Aby tedy potlačil tu pověst, nastrčil Nero jako viníky a potrestal nejvybranějšími tresty ty, jež lid pro neřestný život nenáviděl a nazýval Chrestiani. Původce toho jména Kristus byl za vlády Tiberiovy prokurátorem Pontiem Pilátem popraven. Tato zhoubná pověra byla sice prozatím utlumena, ale znovu propukla nejen v Judeji, kolébce toho zla, nýbrž i v Římě, kde se všechny ohavnosti nebo hanebnosti soustřeďují a nalézají hojně ctitelů. | “ |
| — Letopisy 15,44 | |   |

Historici shodně považují tuto pasáž za autentickou. Je rovněž velmi nepravděpodobné, že by nějaký křesťanský písař psal o křesťanství podobným způsobem.
Další římský historik Suetonius píše ve svých Životech dvanácti císařů o císaři Claudiovi:
| „ | Když Židé podněcováni Chréstem dělali stále výtržnosti, vyhnal je z Říma. | “ |

Zde se jedná nejspíše o událost popsanou ve Skutcích apoštolů 18,2. Suetonius pravděpodobně neznal dobře situaci a titul Kristus považoval za jméno žijící osoby.
V listu syrského stoického filosofa Mary bar Serapiona z konce 1. nebo ze 2. století nacházíme zmínku o popravě „moudrého krále“ Židy: 
| „ | Jakou výhodu měli Židé z popravy svého moudrého krále? .... Židé byli zničeni a vyhnáni ze své vlasti a žijí v úplném rozptýlení... Ani moudrý král Židů nezemřel zbytečně; žije dále v učení, které zvěstoval. | “ |

Většina historiků vztahuje označení „moudrý král“ na Ježíše Krista, jehož poprava byla podle bar Serapiona důvodem k Božímu trestu — zničení Jeruzaléma a vysídlení Židů do jiných částí Římské říše.
Mezi nekřesťanské, byť křesťanství blízké zdroje je možno zařadit rovněž  Kumránské svitky, datované od 3. století před Kristem do 1. století našeho letopočtu. I když o Ježíši Kristu samotném nemluví, obraz, který nám podávají o době Ježíšově, v některých dříve neznámých detailech potvrzuje zprávy evangelií.

## Poznatky archeologie a historické geografie
Události popisované v evangeliích po sobě nezanechaly hmotné památky, které by bylo možno vědecky zkoumat. Je však možno srovnávat evangelijní popisy krajů a míst či dalších hmotných skutečností a srovnávat je s poznatky, které nám o těchto skutečnostech podává archeologie a historická geografie. Tak byl například archeology nalezen kamenný sloup s nápisem svědčícím o Pilátově působení v Judeji, nebo byl v Jeruzalémě objeven rybník Bethesda, přesně odpovídající popisu v Evangeliu podle Jana. Při takovémto srovnávání zatím nebyly nalezeny skutečnosti, které by vyvracely zprávy o událostech, jak je podávají evangelia. 